# Peter Bartram
Peter Bartram (født 4. maj 1961 i Aarhus) er en dansk officer, der 20. marts 2012 blev udnævnt til forsvarschef og general.. Kort før ansættelsesperiodens udløb stod det klart at, Bartram ikke ville få forlænget kontrakten og han undlod at søge genansættelse og fratrådte stillingen 10. januar 2017. 
Bartram overtog posten som forsvarschef efter Bjørn Ingemann Bisserup, der var konstitueret forsvarschef siden 1. januar 2012.
Bartram var assisterende stabschef for Supreme Allied Command Transformation i USA, hvor han midlertidigt var brigadegeneral.
16. april 2012 blev han kommandør af Dannebrogordenen, 26. september 2014 kommandør af 1. grad.

## Poster udenfor militæret
Peter Bartram er medlem af bestyrelsen for Jyllands-Postens Fond; han havde først en periode som medlem 2008-2012, dernæst tiltrådte han i 2017 som næstformand og fra 2022 til marts 2024 som formand og herefter igen som medlem. I februar 2017 afløste han Jørgen Ejbøl som næstformand i bestyrelsen for koncernen JP/Politikens Hus.